# Urlaubsflug auf die Insel des Grauens
Urlaubsflug auf die Insel des Grauens (Original: Danger Island) ist ein für den US-amerikanischen Fernsehsender NBC produzierter Horrorfilm von Tommy Lee Wallace aus dem Jahr 1992. Der Film war ursprünglich als Pilot zu einer möglichen Fernsehserie geplant, die jedoch mangels Zuschauerinteresses nicht realisiert wurde.
Der Film wurde am 20. September 1992 erstmals aufgeführt. Deutschland-Premiere war am 6. Januar 1994.

## Handlung
Auf einer tropischen, nicht näher benannten Ferieninsel entfachen Paramilitärs aus heiterem Himmel einen gewaltsamen Putsch, woraufhin die anwesenden Ausländer fluchtartig das Eiland verlassen. Pilot Rick Pearson evakuiert im Auftrag der US-Botschaftsvertreterin Karen die fluchtwilligen amerikanischen Touristen aus der Gefahrenzone. Auf dem Rückflug gerät sein Flugzeug in ein heftiges Unwetter, es wird vom Blitz getroffen und zur Notwasserung gezwungen. Die Mission endet für einige der Passagiere tödlich: ihr Schlauchboot kentert, während einer zwölfköpfigen Gruppe nahezu unverletzt die Rettung in einem weiteren Rettungsboot glückt. Nach Tagen auf hoher See erreicht die ausgezehrte und kraftlose Bootsbesatzung eine abgelegene Insel im Südpazifik, die auf den ersten Blick paradiesisch erscheint und ihnen Sicherheit bietet. Die Gegend war jedoch während des Kalten Krieges ein militärisches Testgelände für gentechnische Experimente mit biologischen Waffen, die fataler Weise außer Kontrolle gerieten und ein ansässiges Dschungelvolk nebst Umwelt veränderten.
Nachdem die zwölf ahnungslosen Überlebenden ihre Grundversorgung mit Früchten und Trinkwasser sicherstellen, entspannt sich deren Situation allmählich und man erholt sich von den zuvor erlittenen Strapazen. Ihre Idylle währt jedoch nicht lang, als einige von ihnen in der Abenddämmerung einen Totenschädel und einen verschütteten Armeejeep finden. Wenige Augenblicke später werden Rick und Frank von einem giftigen krakenähnlichen Ungetüm angegriffen und mit „Warmwassergift“ infiziert, einer geheimnisvollen Krankheit, die das Zellwachstum fördert und die Zellen zu übermäßiger Vermehrung anregt. Notdürftige ärztliche Behandlung wird den zwei Verwundeten von Diana, einer Biologin des staatlichen AIDS-Forschungszentrums, zuteil.
Am nächsten Morgen sind sämtliche gesammelte Früchte auf mysteriöse Art verdorben und ungenießbar; Frank, der in der Nacht zuvor zu einer amphibienartigen Kreatur „mutierte“, ist spurlos verschwunden, während Rick fortan von starken Schmerzen mit offenkundigem körperlichem Verfall und bizarren Halluzinationen geplagt wird, die ihn glauben lassen, schon einmal auf der Insel gewesen zu sein. Rick wendet sich hilfesuchend an Karen, die zwischenzeitlich die Führung der Gruppe übernimmt. Sie schenkt seinen Ausführungen keine Beachtung.
In der Gewissheit, Rettung zu finden, beschließt die Gruppe einem Pfad zu folgen, der von dem entdeckten Jeep ins Landesinnere zu der verwaisten großflächigen Forschungsanlage „MK Naomi“ führt. Dort angelangt, entdeckt Karen im noch intakten Gebäude den halbverwesten Leichnam einer Wissenschaftlerin. Weitere Recherchen ergeben, dass hier bis 1976 rücksichtslose Versuche zur biologischen Kriegsführung stattfanden, die neben der Tier- und Pflanzenwelt auch die Ureinwohner mit ungeahnten Folgen kontaminierten, bevor eine gewaltige Explosion zur abrupten Einstellung der Tests führte.
Kurz nach dem Eintreffen der nunmehr elfköpfigen Gruppe – Frank ist weiterhin verschollen – sondert sich Rick zeitlich versetzt ab, um seinen Visionen folgend ein mysteriöses Elixier eines nahe liegenden Eingeborenendorfes zu bergen. Ricks äußerliche Erscheinung verändert sich indes besorgniserregend. Er gleicht nun mehr einer humanoid wirkenden Kreatur denn einem Menschen.
Das Forschungszentrum wird mit der Ankunft von Rick und seinem Suchtrupp von dem mit übermenschlichen Kräften ausgestatteten Frank attackiert, einem inzwischen Grauen erregenden Monstrum. Dem entstellten Rick gelingt es, den willenlosen Frank zu fixieren und ihm eine Injektion des geheimnisvollen Serums zu verabreichen. Frank erhält daraufhin seinen menschlichen Körper zurück, verstirbt jedoch aus unerklärlichen Gründen. Der infizierte Rick verabreicht sich am Ende des Films die restliche Dosis des Serums, woraufhin die Verfremdung seines Körpers stoppt und ein Prozess einsetzt, der zu einer vollständigen Regeneration seiner Gestalt führt. Die amerikanischen Touristen nehmen daraufhin gemeinsam den Kampf ums Überleben auf und kooperieren dabei mit den Ureinwohnern, die ihnen nicht feindlich gesinnt sind.

## Kritiken
Die Programmzeitschrift TV Spielfilm schrieb, „die unfreiwillige Komik macht diese Perle des B-Film-Schaffens sehenswert“. Das Resümee lautete: „Diese Insel ist mit Banalität verseucht“.